# Campo de visión

Campo de visión de ambos ojos

El campo de visión o campo de perspectiva, también conocido por sus siglas en inglés equivalente FOV (field of view) es la extensión de mundo observable en un momento dado.
En el caso de instrumentos ópticos se refiere al ángulo abarcable a través del cual un sensor puede detectar la radiación electromagnética que se desee capturar.
En el caso de gráficos 3D por computadora se refiere al ángulo que se puede percibir del mundo virtual generado en el dispositivo de visualización asociado a la posición del punto de visión. Dado que la imagen es generada a merced del diseñador, este ángulo es modificable y en muchos juegos 3D se permite modificar dicho FOV.
De este modo, existen dos ángulos a considerar: el campo de visión vertical y el horizontal.